# Comté de Hillsdale
Le comté de Hillsdale (Hillsdale County en anglais) est dans l'extrême sud de la péninsule inférieure de l'État du Michigan, sur les frontières des États d'Indiana et d'Ohio. Son siège est à Hillsdale. Selon le recensement de 2010, sa population est de 46 688 habitants. 

## Géographie
Le comté a une superficie de 1 875 km2, dont 1 830 km2 en surfaces terrestres.

### Comtés adjacents
- Comté de Jackson (nord-est)
- Comté de Calhoun (nord-ouest)
- Comté de Lenawee (est)
- Comté de Branch (ouest)
- Comté de Fulton, Ohio (sud-est)
- Comté de Williams, Ohio (sud)
- Comté de Steuben, Indiana (sud-ouest)